# Benin International 2018
Die Benin International 2018 im Badminton fanden vom 28. Juni bis zum 1. Juli 2018 in Cotonou statt. 

## Sieger und Platzierte
| Disziplin    | Gold                                        | Silber                                                    | Bronze                                              |
| ------------ | ------------------------------------------- | --------------------------------------------------------- | --------------------------------------------------- |
| Herreneinzel | Maxime Moreels                              | Bahaedeen Ahmad Alshannik                                 | Robert Mann                                         |
| Herreneinzel | Maxime Moreels                              | Bahaedeen Ahmad Alshannik                                 | Tobiloba Oyewole                                    |
| Dameneinzel  | Pascaline Ludoskine Yeno Vitou              | Xena Arisa                                                | Adjele Joeline Degbey                               |
| Dameneinzel  | Pascaline Ludoskine Yeno Vitou              | Xena Arisa                                                | Pernelle Fabossou                                   |
| Herrendoppel | Gbenoukpo Sebastiano Degbe Tobiloba Oyewole | Carlos Charles Ahouangassi Oswald Ash Fano-Dosh           | Carlos Allamagbo Carin Toudonou Rojuel Assogba      |
| Herrendoppel | Gbenoukpo Sebastiano Degbe Tobiloba Oyewole | Carlos Charles Ahouangassi Oswald Ash Fano-Dosh           | Kokou Yayrali Awuito Lamidi Eliassou                |
| Damendoppel  | Xena Arisa Adjele Joeline Degbey            | Pernelle Fabossou Pascaline Ludoskine Yeno Vitou          | Synthyche KpetchéHoué Dehotin Michelle Kpanou       |
| Mixed        | Tobiloba Oyewole Xena Arisa                 | Gbenoukpo Sebastiano Degbe Pascaline Ludoskine Yeno Vitou | Carin Toudonou Rojuel Assogba Adjele Joeline Degbey |
| Mixed        | Tobiloba Oyewole Xena Arisa                 | Gbenoukpo Sebastiano Degbe Pascaline Ludoskine Yeno Vitou | Carlos Charles Ahouangassi Pernelle Fabossou        |